# Shepody Bay
Shepody Bay är en vik i Kanada.   Den ligger i provinsen New Brunswick, i den östra delen av landet, 900 km öster om huvudstaden Ottawa.